# Hipparchia fatua
Hipparchia fatua là một loài bướm thuộc họ Nymphalidae. Loài này có thể tìm thấy ở Balkan, xuyên xuất đến Anatolia lên tận Iran.
Sải cánh dài 30–34 mm. Những con bướm bay từ tháng 6 đến tháng 10.